# Petrus Steyn

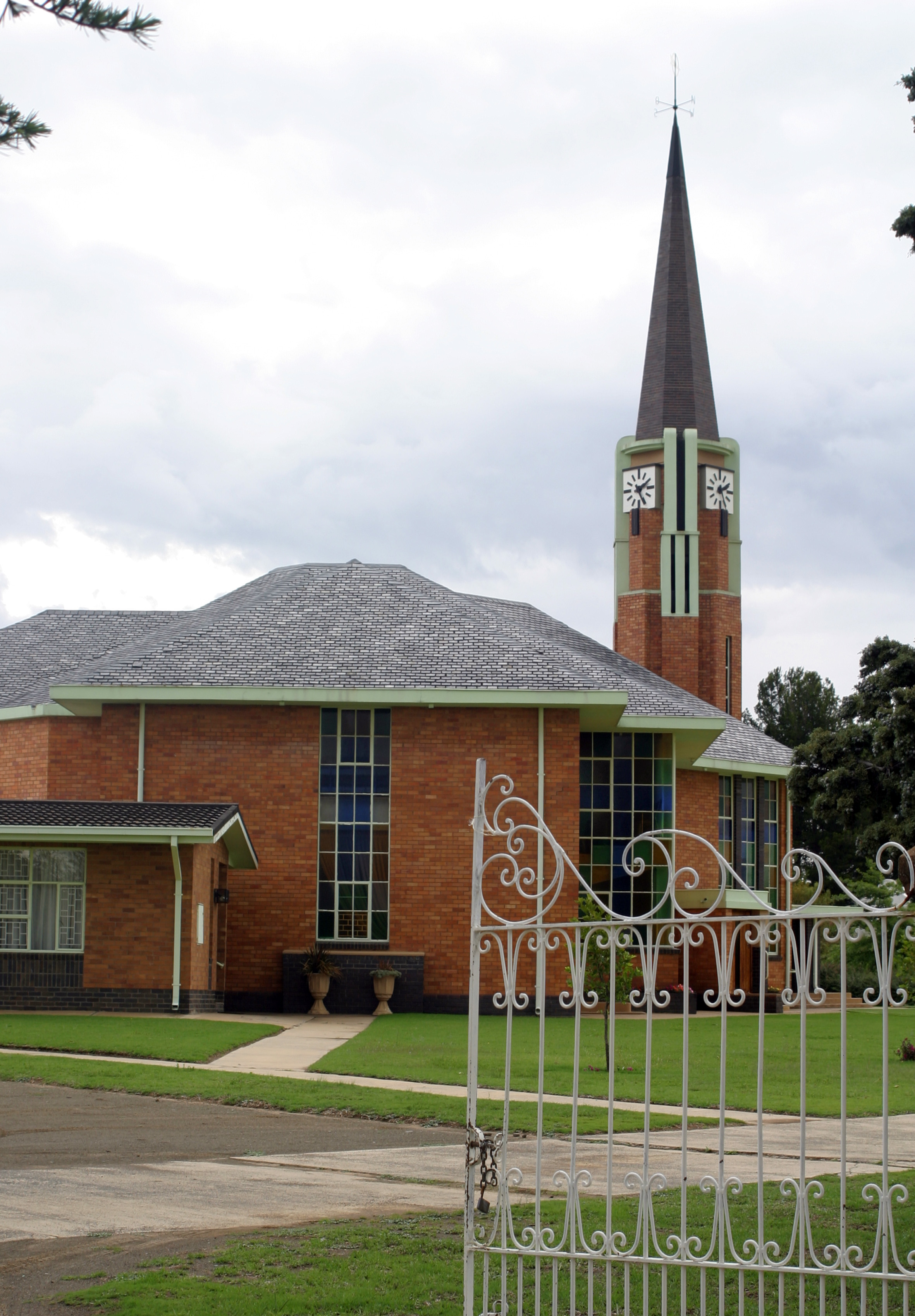
Nederlands Gereformeerde kerk van Petrus Steyn

Petrus Steyn is een kleine dorpje met 600 inwoners, tussen Tweeling en Kroonstad in de Zuid-Afrikaanse provincie Vrijstaat.

## Subplaatsen
Het nationaal instituut voor de statistiek, Stats SA, deelt sinds de census 2011 deze hoofdplaats in in zogenaamde subplaatsen (sub place), c.q. slechts één subplaats:
Petrus Steyn SP.